# Histoire du MBTA
 (septembre 2022).
La mise en forme du texte ne suit pas les recommandations de Wikipédia : il faut le « wikifier ».
Les points d'amélioration suivants sont les cas les plus fréquents :
- Les titres sont pré-formatés par le logiciel. Ils ne sont ni en capitales, ni en gras.
- Le texte ne doit pas être écrit en capitales (les noms de famille non plus), ni en gras, ni en italique, ni en « petit »…
- Le gras n'est utilisé que pour surligner le titre de l'article dans l'introduction, une seule fois.
- L'italique est rarement utilisé : mots en langue étrangère, titres d'œuvres, noms de bateaux, etc.
- Les citations ne sont pas en italique mais en corps de texte normal. Elles sont entourées par des guillemets français : « et ».
- Les listes à puces sont à éviter, des paragraphes rédigés étant largement préférés. Les tableaux sont à réserver à la présentation de données structurées (résultats, etc.).
- Les appels de note de bas de page (petits chiffres en exposant, introduits par l'outil «  Source ») sont à placer entre la fin de phrase et le point final[comme ça].
- Les liens internes (vers d'autres articles de Wikipédia) sont à choisir avec parcimonie. Créez des liens vers des articles approfondissant le sujet. Les termes génériques sans rapport avec le sujet sont à éviter, ainsi que les répétitions de liens vers un même terme.
- Les liens externes sont à placer uniquement dans une section « Liens externes », à la fin de l'article. Ces liens sont à choisir avec parcimonie suivant les règles définies. Si un lien sert de source à l'article, son insertion dans le texte est à faire par les notes de bas de page.
- La présentation des références doit suivre les conventions bibliographiques. Il est recommandé d'utiliser les modèles {{Ouvrage}}, {{Chapitre}}, {{Article}}, {{Lien web}} et/ou {{Bibliographie}}. Le mode d'édition visuel peut mettre en forme automatiquement les références.
- Insérer une infobox (cadre d'informations à droite) n'est pas obligatoire pour parachever la mise en page.

Pour une aide détaillée, merci de consulter Aide:Wikification.
Si vous pensez que ces points ont été résolus, vous pouvez retirer ce bandeau et améliorer la mise en forme d'un autre article.
 (septembre 2022).
L'histoire de la Massachusetts Bay Transportation Authority (MBTA) et de ses prédécesseurs s'étend sur deux siècles, à commencer par l'un des plus anciens chemins de fer des États-Unis.
Le transport en commun privé dans la région de Boston a évolué de la période coloniale au début des années 1900, y compris les ferries, les bateaux à vapeur, les chemins de fer de banlieue à vapeur, les tramways à chevaux et électriques, les chemins de fer surélevés et les métros. De nombreuses lignes de tramway ont été regroupées dans le West End Street Railway en 1887. Celui-ci a été fusionné avec le Boston Elevated Railway en 1897, qui a ouvert la même année le premier métro aux États-Unis (le métro de Tremont Street ). La construction du métro a été financée par les contribuables de la ville et supervisée par la nouvelle Boston Transit Commission. Alors que les automobiles commençaient à causer des problèmes financiers aux opérateurs de transport en commun, la MTA a repris le BER en 1947 et a commencé à remplacer le service de train de banlieue intérieur par des extensions de transport en commun rapide. La MTA a commencé à exploiter des services de ferry en 1963. Le MBTA a remplacé le MTA en 1964, élargissant la zone de service pour inclure pleinement les services ferroviaires de banlieue de la région, qui ont tous dû être repris par le gouvernement ou interrompus pour des raisons financières. Les services de transport adapté ont débuté en 1977.

## Premier transport en commun
Le transport en commun à Boston, dans le Massachusetts, a commencé sous la forme d'un ferry familial et exploité à peu près au moment de la fondation de Boston, vers 1630. Le transport terrestre a commencé à Boston avec un transport par diligence, privé, en 1793.

## Chemins de fer interurbains à vapeur

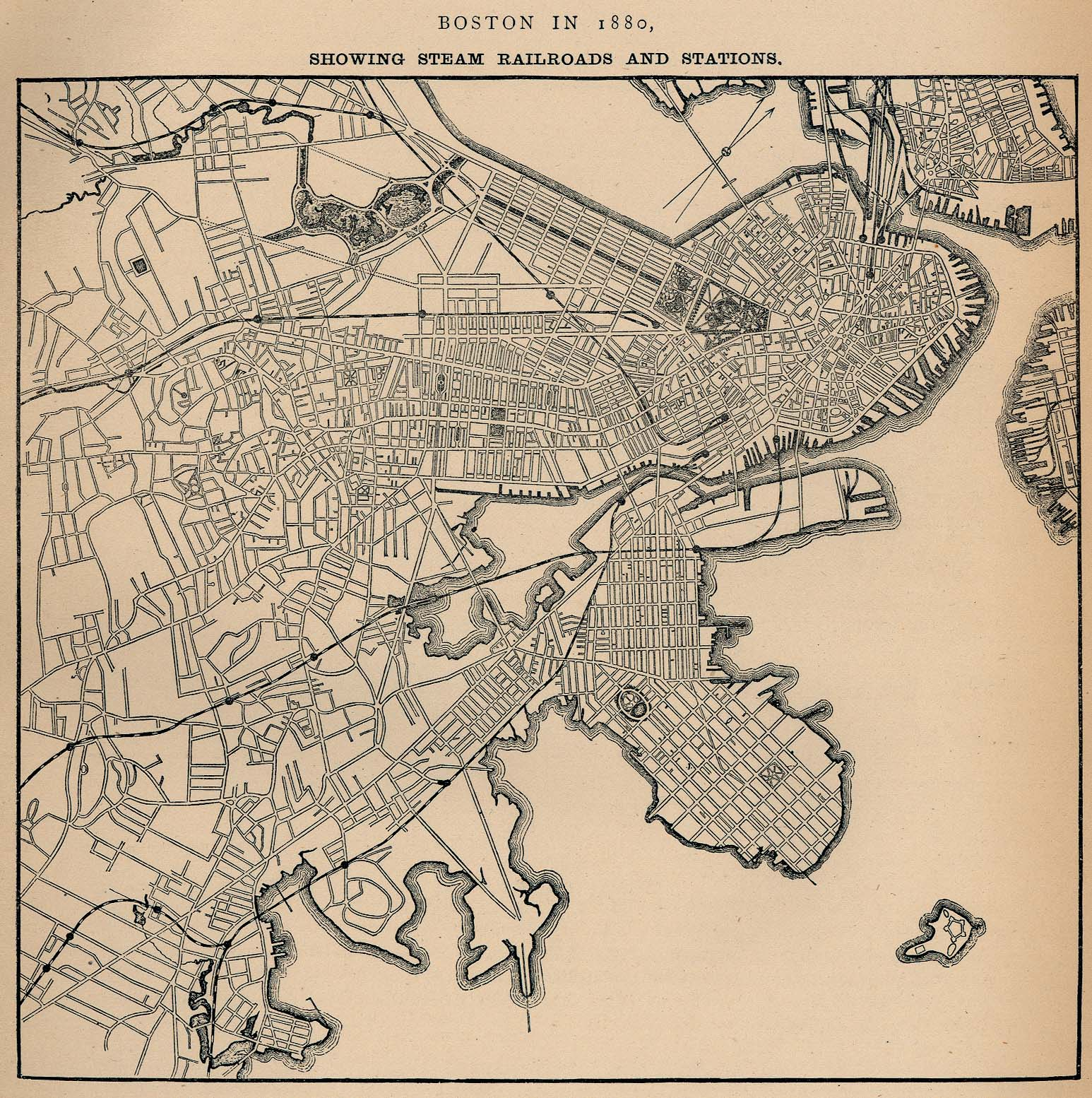
Chemins de fer à vapeur à Boston en 1880. source : Bureau du recensement des États-Unis.

### Penn Central
La Penn Central Transportation Company a vu le jour en 1968 lorsque le New York Central Railroad a fusionné avec le Pennsylvania Railroad, absorbant le New York, New Haven and Hartford Railroad au début de 1969.

## Galerie de cartes

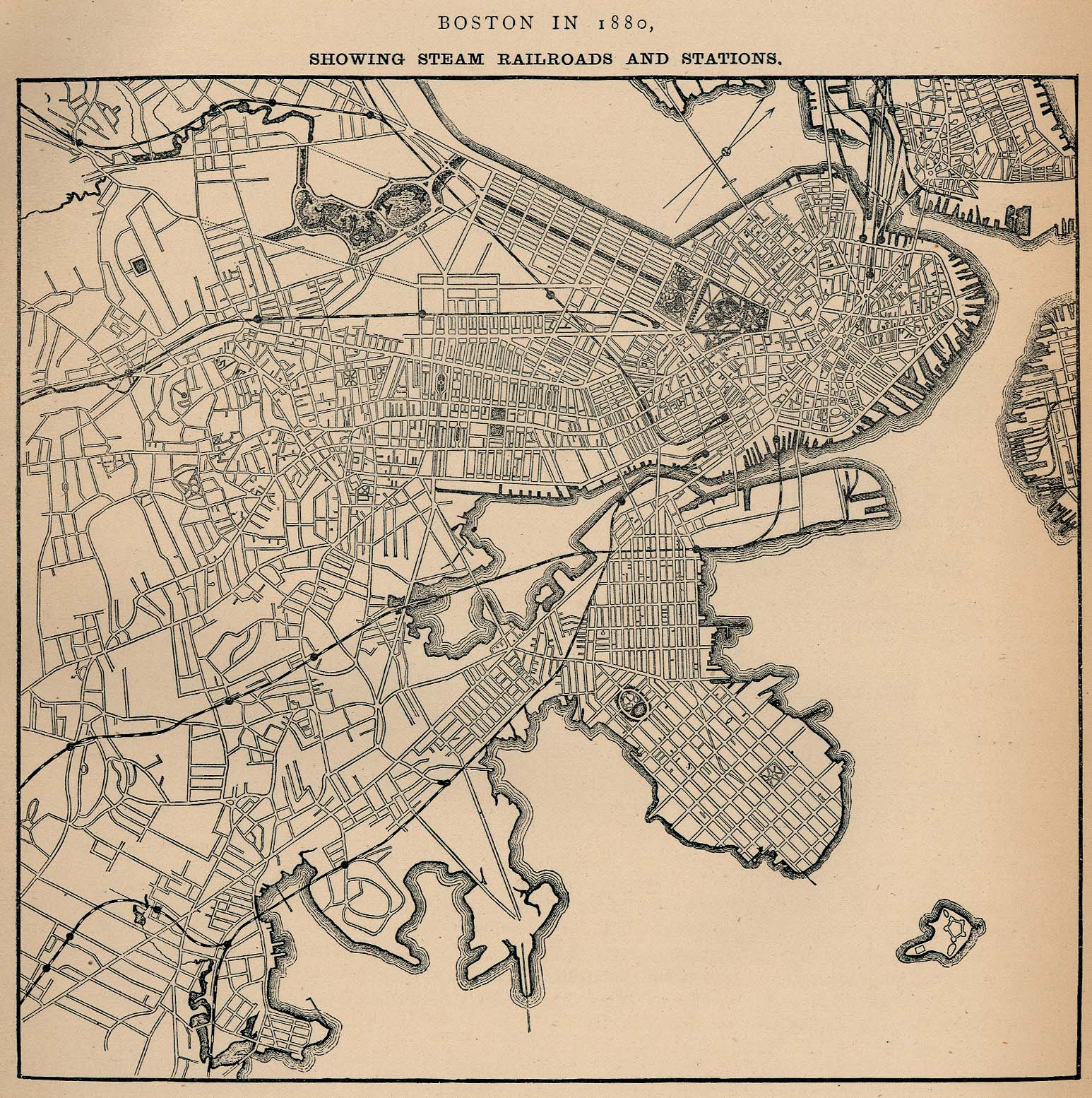
Boston en 1880, mettant en évidence les chemins de fer et les gares.
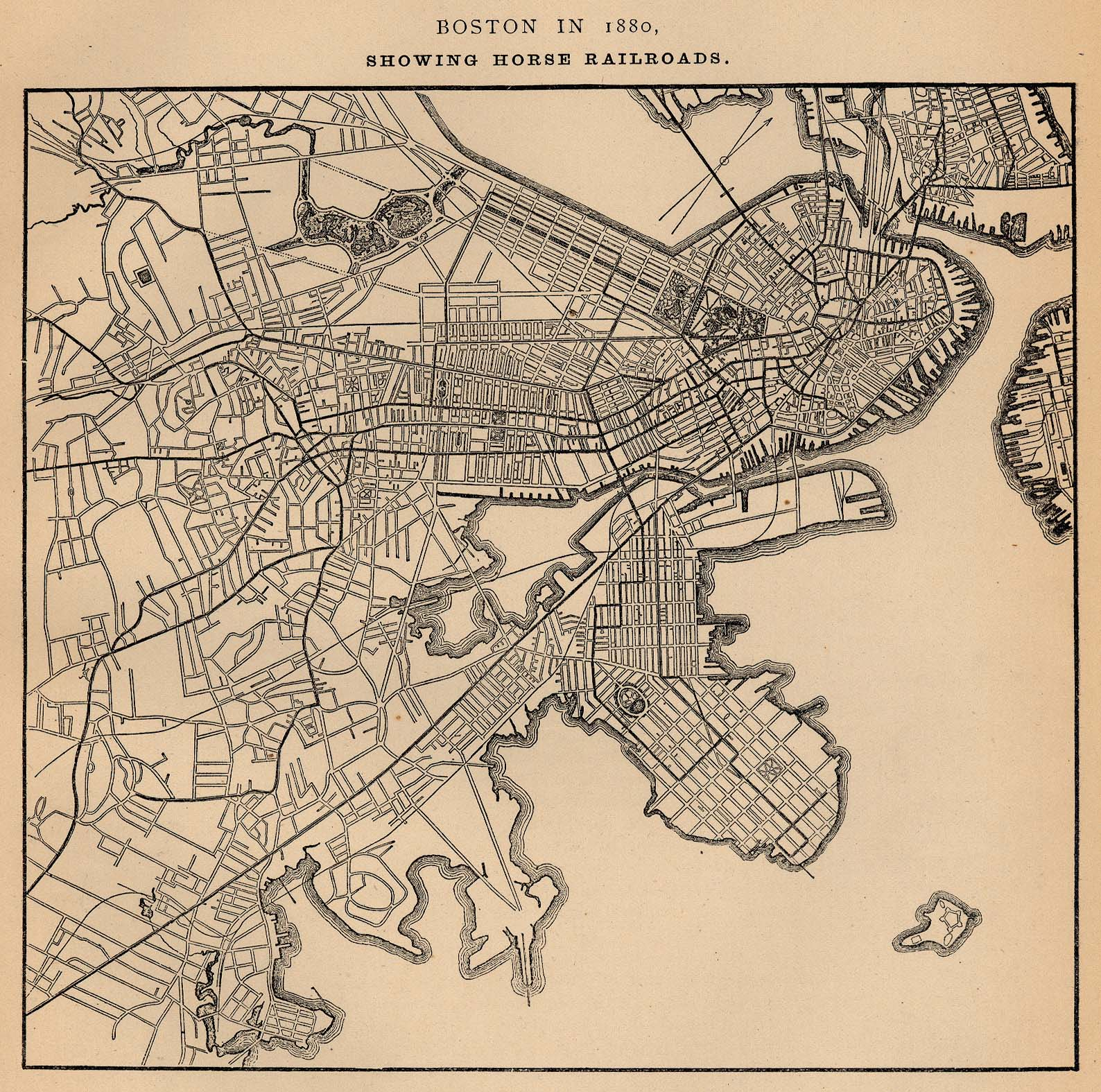
Boston en 1880, mettant en évidence les chemins de fer à cheval
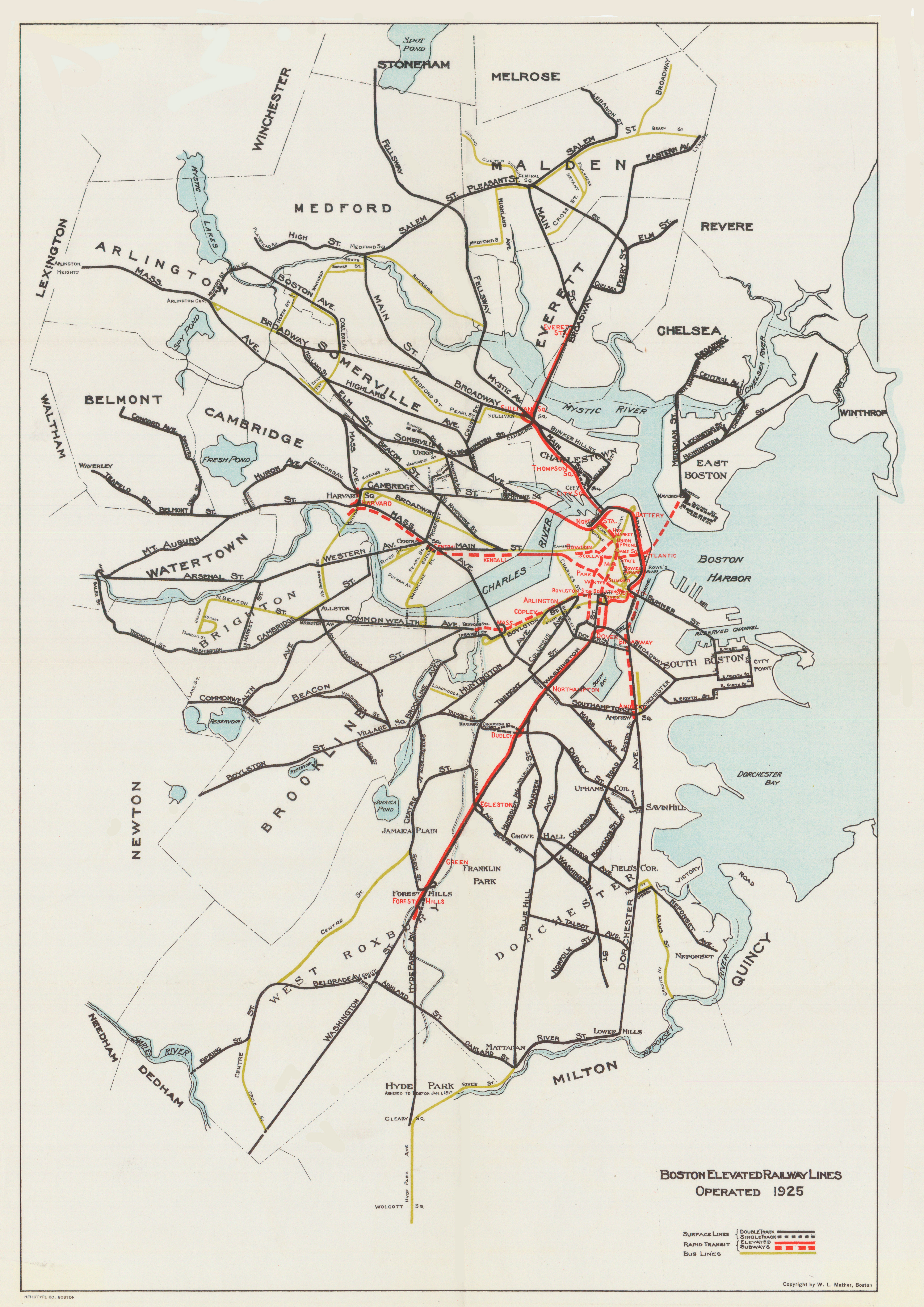
1925 Carte du chemin de fer surélevé de Boston
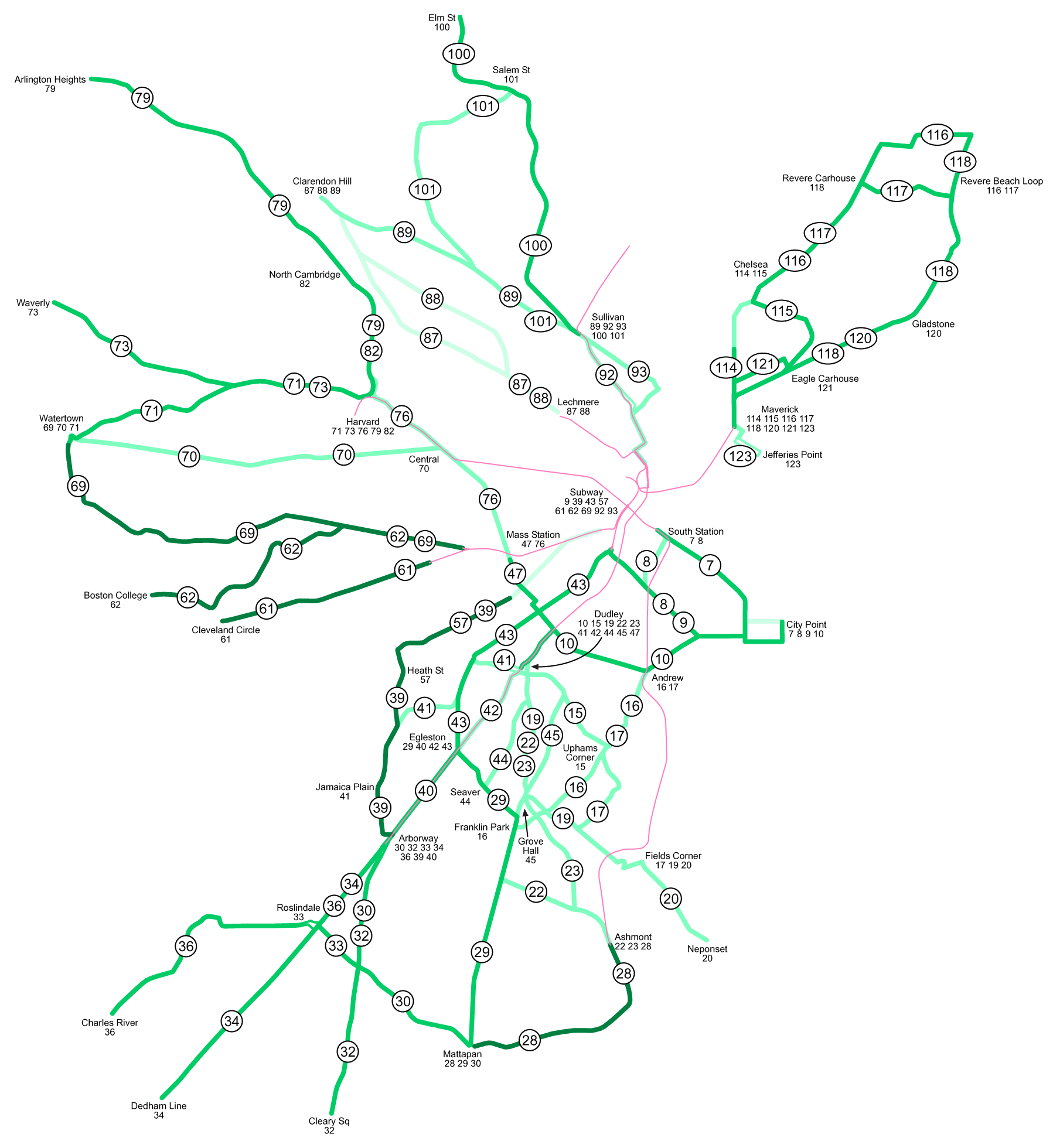
Lignes de tramway Boston Elevated Railway en 1940. Les lignes plus légères ont été abandonnées plus tôt; les plus sombres existaient encore en 1969.
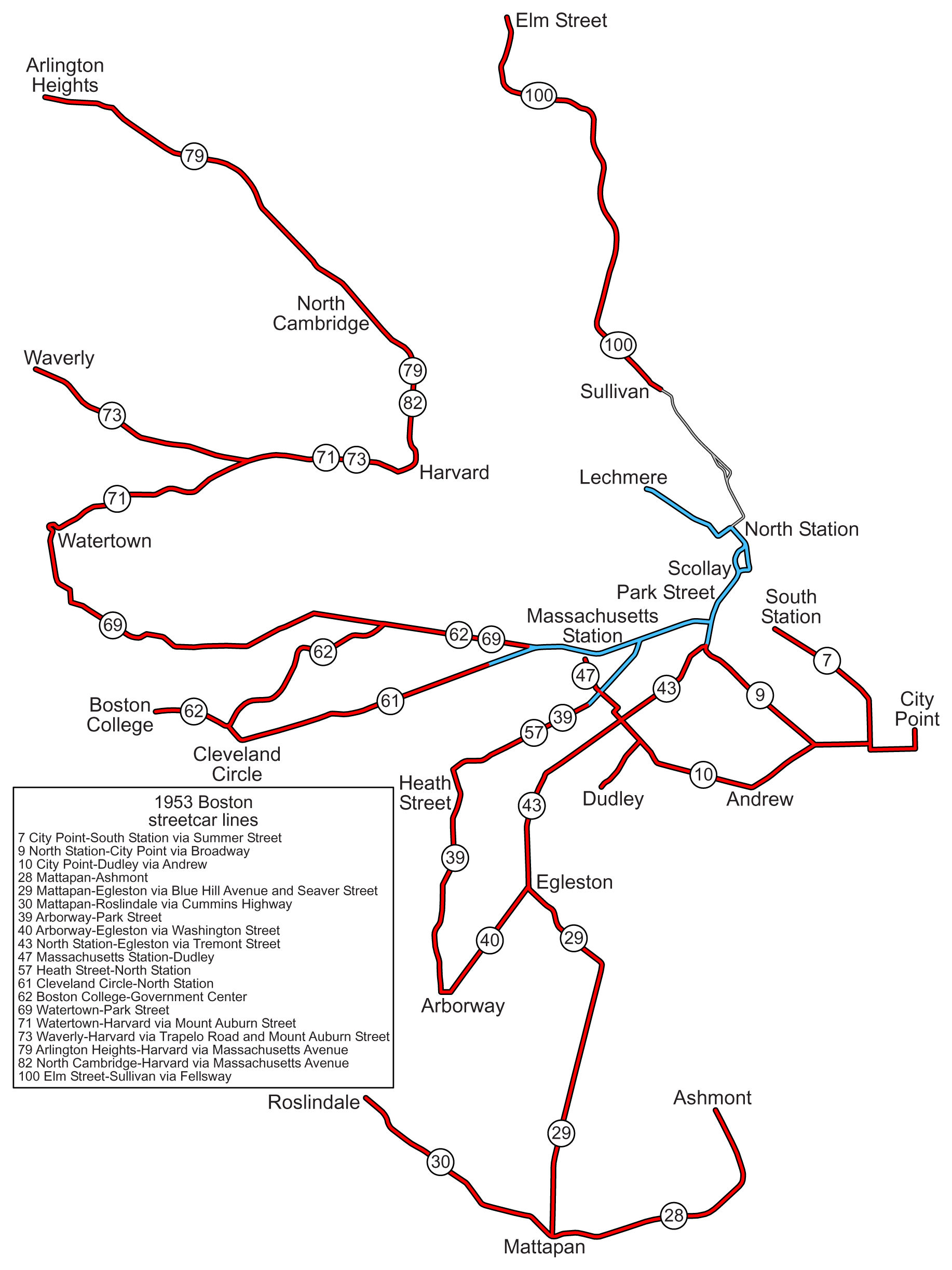
Lignes de tramway restantes à Boston en 1953.
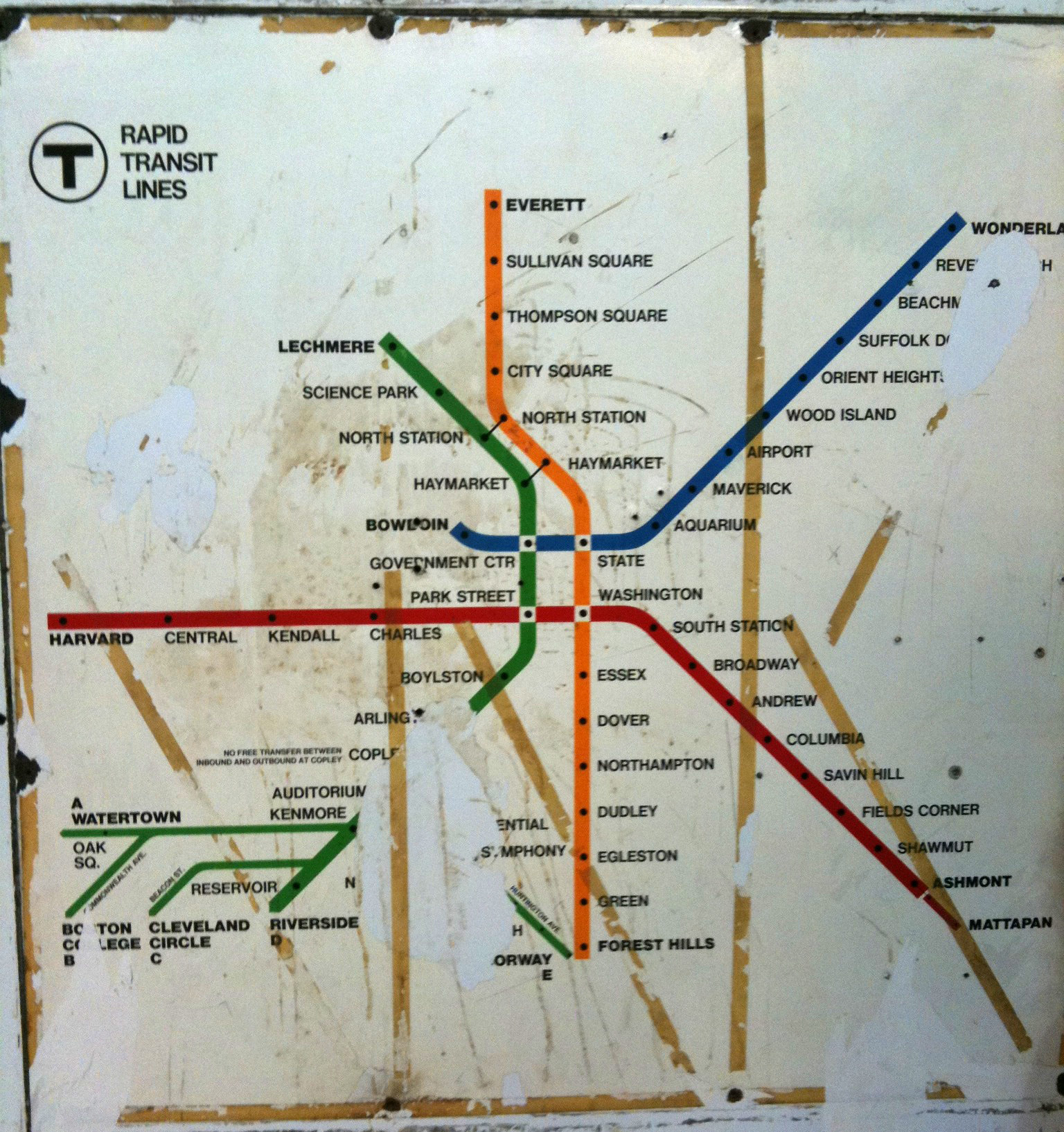
Plan du métro de 1967 — 1969
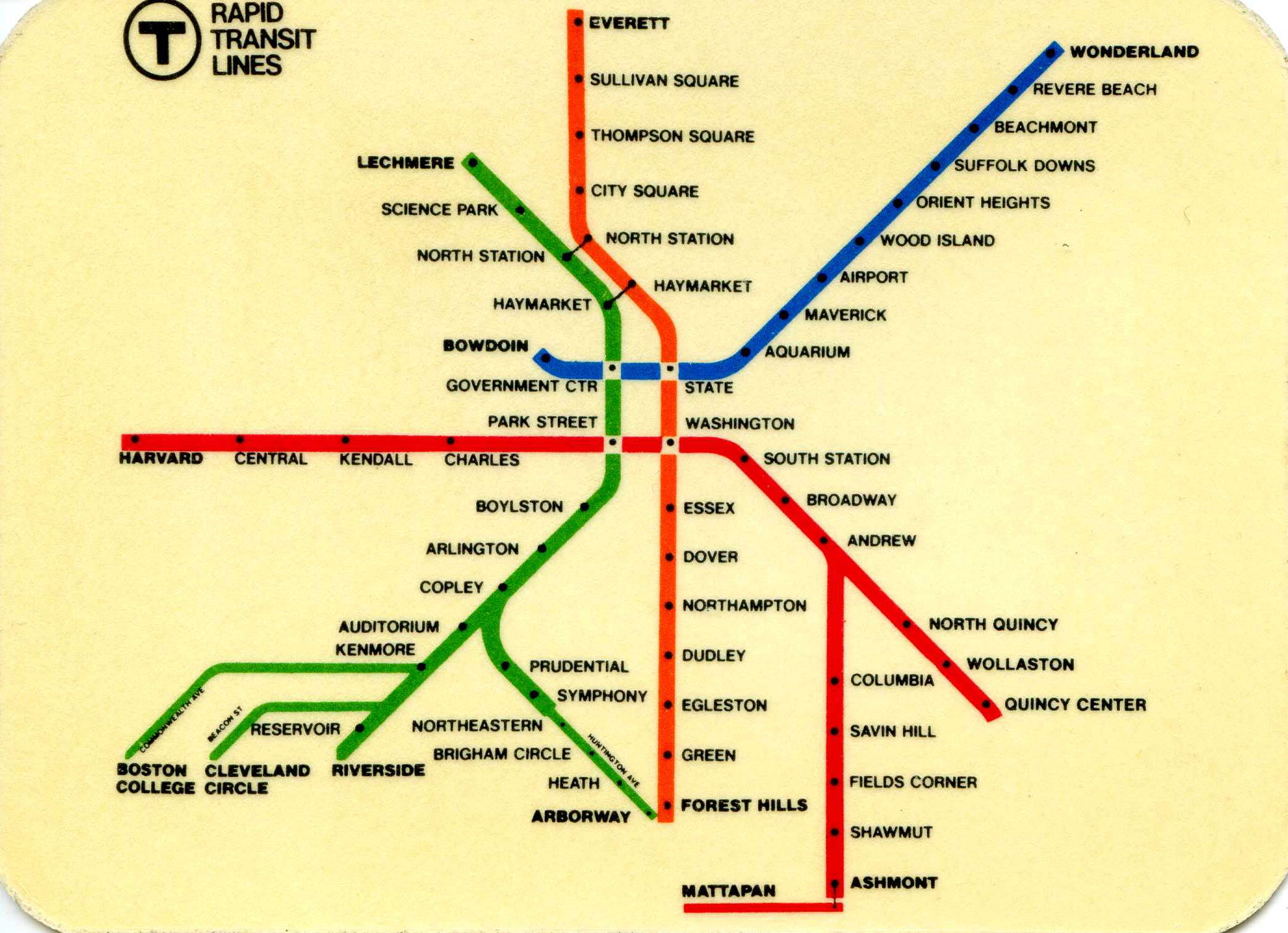
Plan du métro de 1973
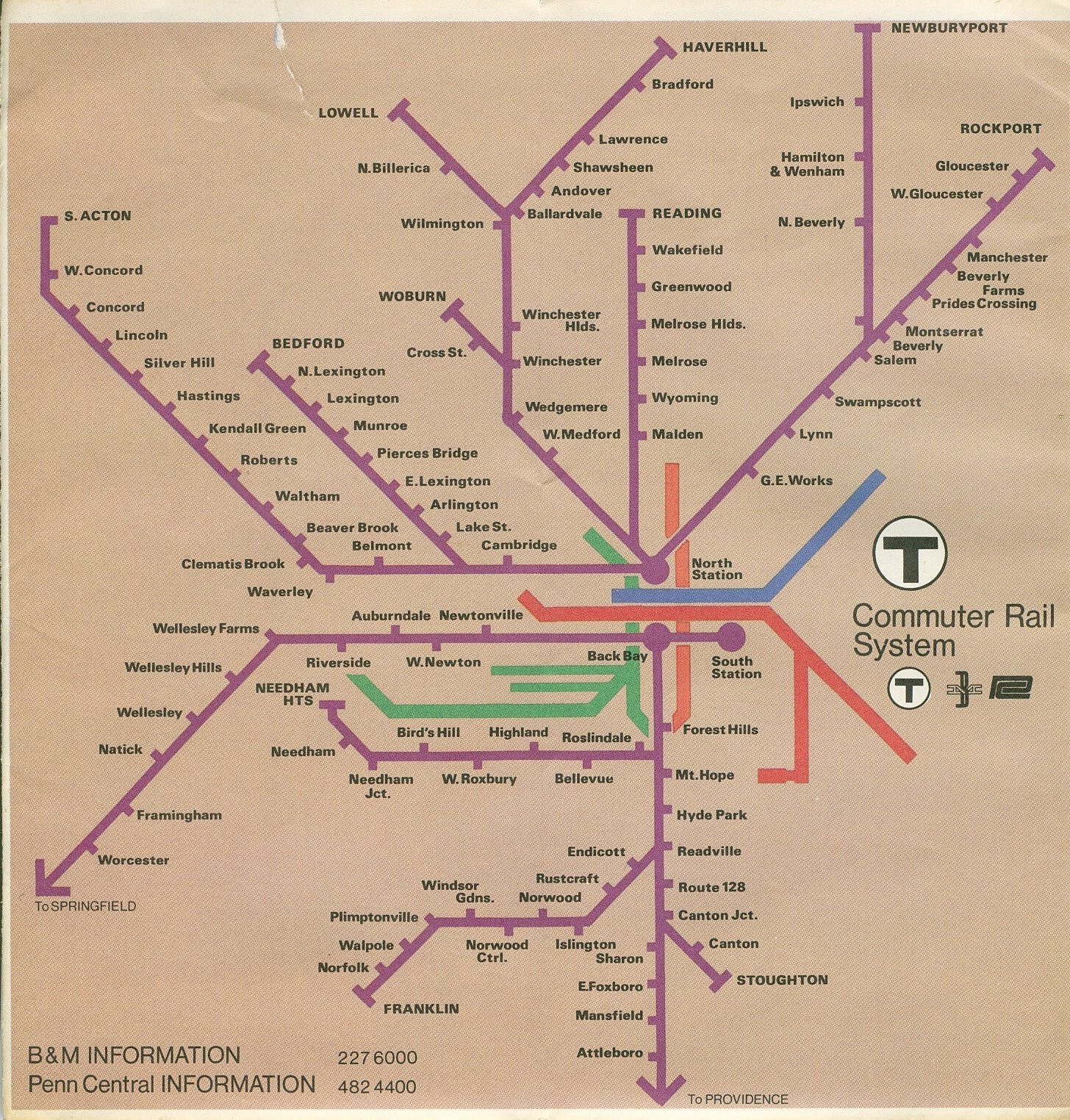
Service de train de banlieue MBTA en 1975.
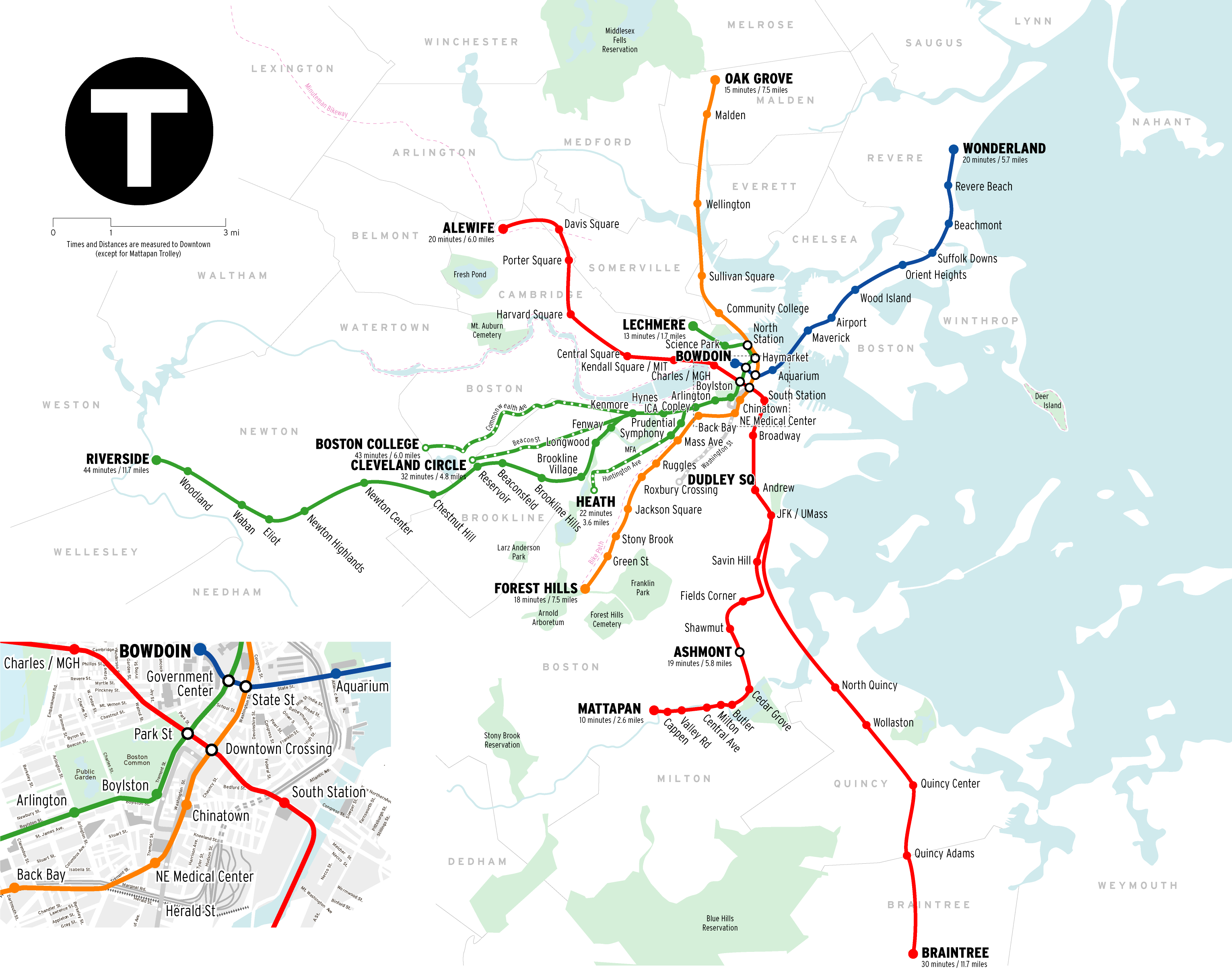
Carte MBTA géographiquement précise (2011)